# La Guerra
La Guerra är en ort i Mexiko.   Den ligger i kommunen Del Nayar och delstaten Nayarit, i den centrala delen av landet, 600 km nordväst om huvudstaden Mexico City. La Guerra ligger 453 meter över havet och antalet invånare är 242.
Terrängen runt La Guerra är huvudsakligen kuperad, men österut är den bergig. La Guerra ligger nere i en dal. Runt La Guerra är det mycket glesbefolkat, med 5 invånare per kvadratkilometer. Närmaste större samhälle är Bancos de Calitique, 19,3 km norr om La Guerra. I omgivningarna runt La Guerra växer huvudsakligen savannskog.